# Geoffroy de la Bourdonnaye
Pour les articles homonymes, voir famille de La Bourdonnaye.

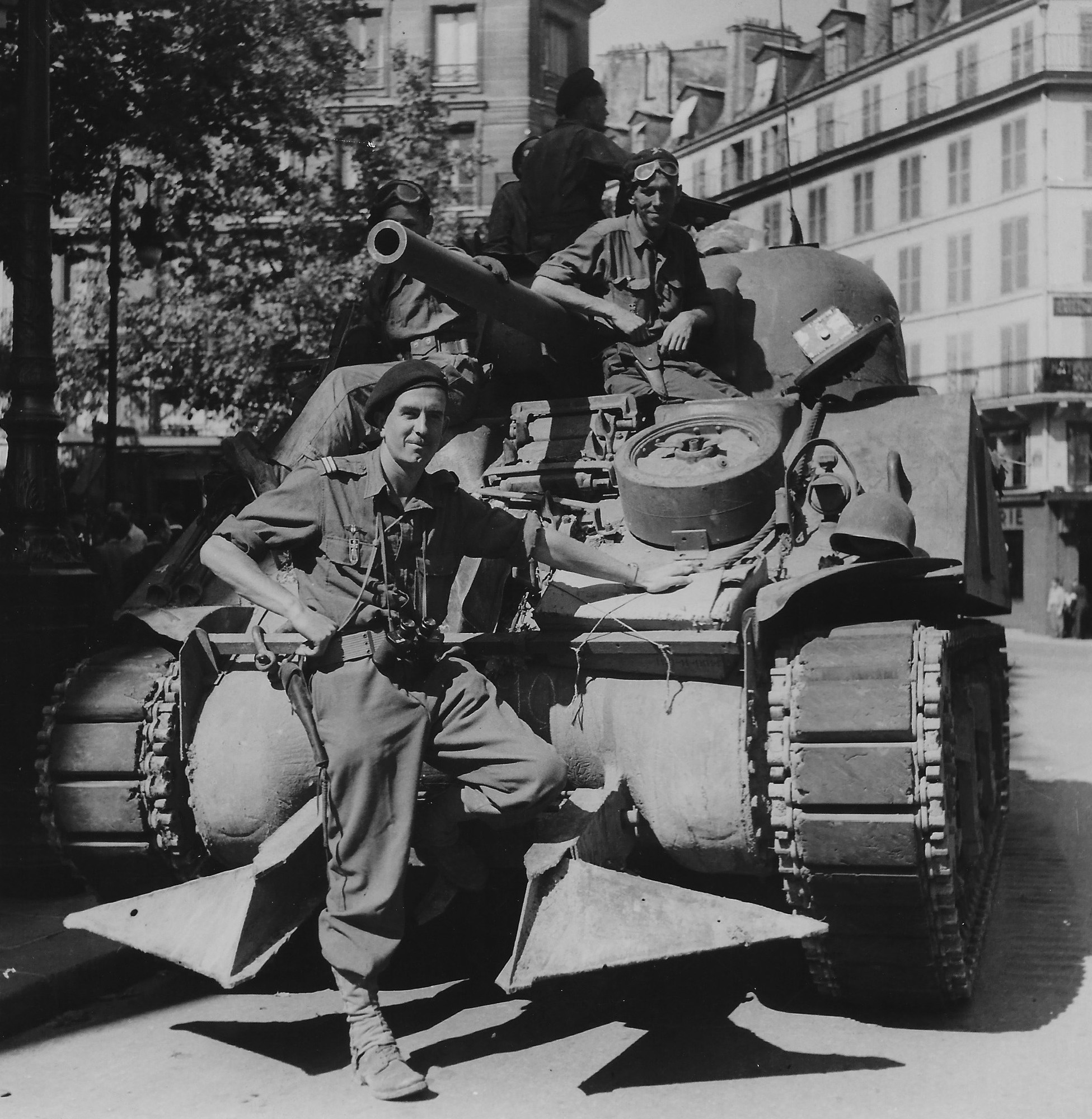
Geoffroy de la Bourdonnaye devant son char « Wagram » lors de la libération de Paris, le 25 août 1944.

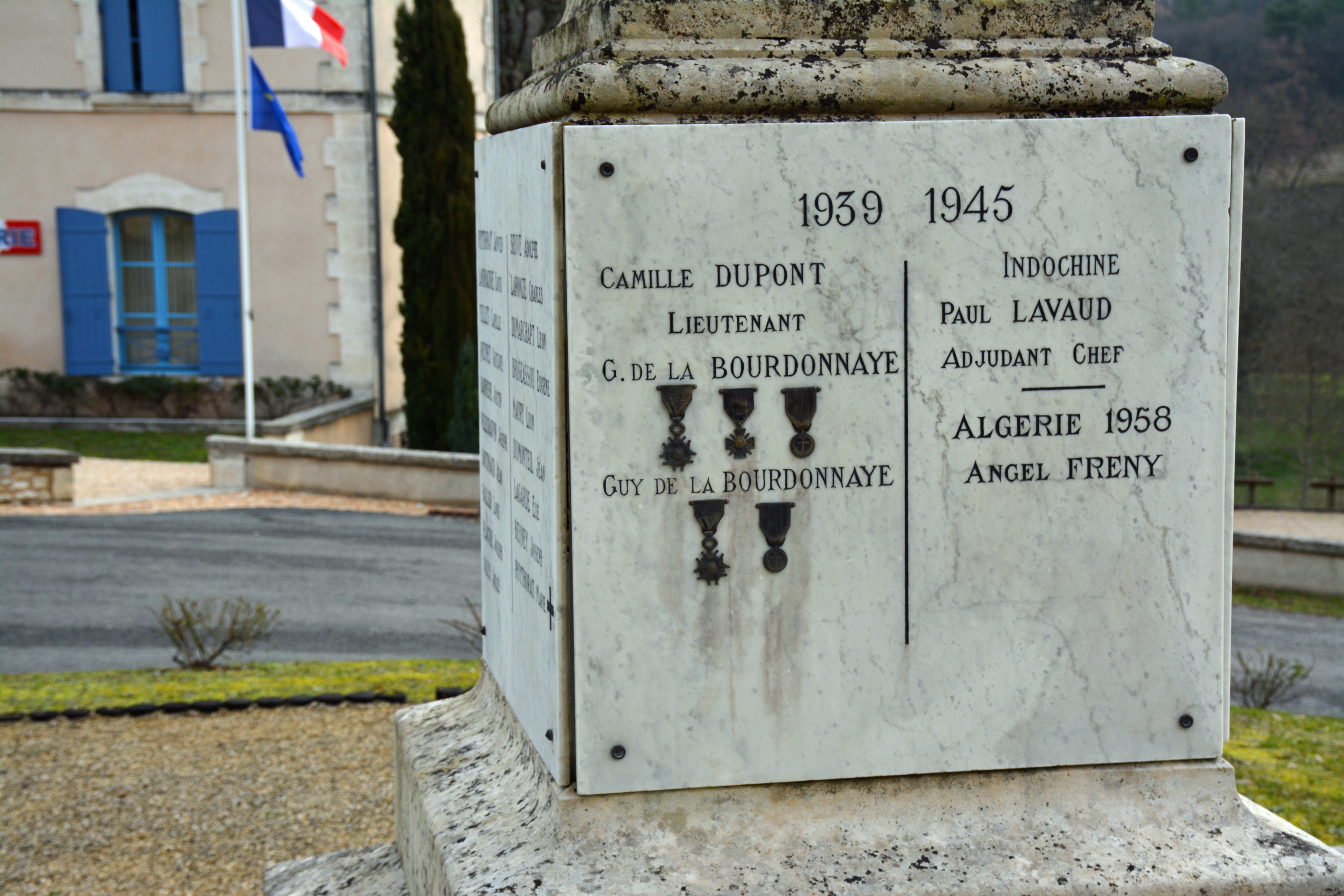
Monuments aux Morts de Chantérac (Dordogne).

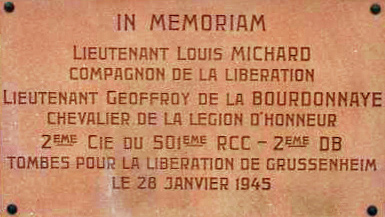
Plaque commémorative à Grüssenheim (Haut-Rhin).

Geoffroy de La Bourdonnaye, né le 26 avril 1921 à Paris, est un Français Libre de la première heure qui participe à l'épopée de la 2e DB. Il est mortellement blessé le 28 janvier 1945 à Grüssenheim dans les derniers combats de la poche de Colmar et meurt à Thionville le 30 janvier 1945.

## Biographie

### Le contexte familial
Geoffroy de La Bourdonnaye appartient à la famille de La Bourdonnaye. 
Il est le fils d'Alphonse de La Bourdonnaye et d'Élisabeth de la Panouse, qui ont eu 6 enfants : Bertranne, Geoffroy, Nicole, Oriane, Guy et Alain. Élisabeth de la Panouse (petite-fille de Robert de Wendel), divorcée avant la guerre, participe sous le nom de guerre de Dexia, avec Robert Debré, pédiatre de ses enfants, au Réseau du musée de l'Homme. Elle est incarcérée à la prison du Cherche-Midi et est condamnée à 6 mois de prison,,. Elle épousera, après la guerre, le 11 juillet 1956, Robert Debré. 
Bertranne cache dans son appartement des aviateurs anglais et américains. Nicole seconde son mari, Jean-Pierre de Lassus Saint-Geniès, dans ses activités de Résistance dans l'Ain puis dans la Drôme. Oriane est agent de liaison au sein d'un réseau à Paris. Guy tente de rejoindre son frère Geoffroy en Angleterre et est déporté à Mauthausen.
Après avoir entendu l'appel du général de Gaulle, Geoffroy décide, contre l'avis de son père, de rejoindre l'Angleterre ; sa mère le met en contact avec un réseau de passeurs, via Robert Debré.

### Le passage de la frontière espagnole
En janvier 1941, Geoffroy et son groupe tentent de franchir la frontière espagnole ; ils sont arrêtés et transférés au camp de concentration espagnol de Miranda de Ebro. Finalement, en février, ils sont libérés et remis aux autorités britanniques au Portugal.

### L'arrivée en Angleterre
Début 41, Geoffroy rejoint enfin l’Angleterre et les Français Libres. Le 1er mars 1941, il est officiellement engagé parmi les Forces Françaises Libres (FFL) et affecté comme sergent-chef à la 2e Cie Autonome de chars au camp d’Old Dean, à 2 kilomètres de Camberley. Le 1er mai 1941, Geoffroy est nommé aspirant et affecté à la 2° compagnie autonome de chars de combat. Le 28 août, la compagnie embarque à Liverpool sur le bâtiment S/S Northumberland.

### Combats en Afrique
Geoffroy débarque à Pointe-Noire (Congo) le 3 octobre. 
En février 1942, le capitaine Ratard obtient de Leclerc la permission d’envoyer Geoffroy et l’adjudant Raveleau rencontrer les troupes de Vichy qui se trouvent à Zinder (Sud du Niger) ; il s’agit d’essayer de les convaincre de se joindre aux Français Libres afin de lutter contre les Italiens et les Allemands. Les deux émissaires sont insultés et on leur dit que s’ils viennent avec leurs chars ils seront reçus par des canons anti-chars.
Geoffroy est nommé sous-lieutenant le 1er mars 1942 ; il fait partie de la compagnie de chars du régiment de tirailleurs sénégalais du Tchad. En mars 1943, la 2e compagnie de chars, qui a servi au Tchad, puis à Kano, au Nigéria, en prévision d’une invasion des forces vichystes, fait mouvement vers l’Égypte.
En août 1943, il est affecté au 501e régiment de chars de combat (RCC) stationné à Sabratha (Libye). Il est à Casablanca du 21 août au 4 septembre puis à Rabat jusqu’en avril 1944, avant de revenir à Casablanca le 9 avril pour embarquer le lendemain pour Port-Talbort au Pays de Galles. Il passe 3 mois au camp d’Huggate dans le Yorkshire avant d’embarquer le 1er août à Weymouth.
Le 3 août, il débarque en Normandie à Utah Beach, près de Sainte-Mère-Église.

### Le débarquement et la marche vers Paris
Le 12 août, Geoffroy s’illustre dans les combats de la forêt d'Écouves (Orne) ; la colonne du Capitaine de Witasse reçoit l’ordre de foncer sur les arrières allemands et de se porter en renfort d’un régiment de spahis marocains qui éprouve de sérieuses difficultés à progresser dans les bois fortement occupés. Ce parcours à effectuer en pleine forêt d’Ecouves est une mission de sacrifice imposée par l’urgence car la forêt ne permet aux chars ni de quitter la route ni même de s’appuyer par le feu ; ne pouvant ni se déployer ni évoluer, les chars sont des proies faciles pour un ennemi puissant. Le contact  avec le régiment de spahis est réalisé le 13 au matin mais la 2e compagnie déplore trois tués et la perte de deux chars. 
La progression vers Paris est difficile et la 2e compagnie s’illustre dans plusieurs actions dont celle de la sortie de Longjumeau (24 août) où la section de Geoffroy détruit trois 88 mm. Le soir du 24 août, la compagnie de Geoffroy s’approche de Paris. Le général de Witasse raconte : « En principe, nous pourrions continuer à progresser, mais il commence à se faire tard, la nuit tombe et les hommes, eux aussi, tombent de fatigue, et l’ordre arrive de se regrouper tout autour de la Croix de Berny pour y passer la nuit. Tout le monde est soulagé sauf Parmentier et La Bourdonnaye. De l’avant, ils sont persuadés que vient de sauter le dernier obstacle qui s’oppose à la poursuite de la marche et à l’entrée dans Paris ; mais l’ordre est formel. » 
Le 25 août les forces alliées entrent dans Paris et la 3e section du 501e RCC est chargée de neutraliser le Luxembourg, en remontant le boulevard Saint-Michel et en encerclant le Sénat. Les combats sont très sérieux et prennent fin vers 19h lorsque la garnison du Sénat, appartenant à la Luftwaffe, se rend ; 900 prisonniers sont faits et 12 chars allemands sont récupérés.  

### Vers l'Alsace
Après la descente des Champs-Élysées par le Général de Gaulle, le 26 août, le régiment stationne au Bois de Boulogne jusqu’au 8 septembre. 
Puis ce sont les campagnes de Champagne et de la Somme, de Bettaincourt (Haute-Marne), de Vittel et Châtel (Vosges), et la prise de Baccarat (Meurthe-et-Moselle) le 31 octobre. Geoffroy s’illustre notamment à Bertrambois, en Meurthe-et-Moselle, le 19 novembre dans le franchissement d'un pont. Les troupes de la France Libre se consacrent ensuite à la libération définitive d'une partie très symbolique du territoire français, l'Alsace. Ceci comprend notamment la bataille de la poche de Colmar. Les forces allemandes encore présentes en Alsace méridionale se retrouvent en effet pris dans une poche semi-circulaire centrée sur la ville de Colmar, attaquées par deux forces françaises : la 2e DB, débarquée en Normandie, et la 1re armée, débarquée en Provence. Cette offensive française, décidée le 15 janvier, débute le 20 janvier 1945 et le général de Lattre en annonce la fin le 9 février 1945. Attaques françaises et contre-attaques allemandes se succèdent durant cette période. Le 28 janvier au matin, les ordres sont donnés pour prendre Grussenheim, localité importante pour franchir la Blind. Dans la matinée, vers 11h, une batterie allemande tire sur les forces françaises. Un obus tue le colonel Putz, venu coordonner l'action française, et touche trois officiers qui l'entourent, le commandant Puig, le capitaine Perriquet et le lieutenant de la Bourdonnaye. Geoffroy de la Bourdonnaye, grièvement blessé, meurt deux jours plus tard, le 30 janvier.

## Distinctions

### Décorations
- Chevalier de la Légion d'honneur à titre posthume (décret du 22 mai 1945) ;
- Croix de guerre 1939–1945 ;
- Médaille de la Résistance française à titre posthume (décret du 11 mars 1947)[13].

### Citations
Geoffroy de la Bourdonnaye fait l’objet de plusieurs citations :
- Citation à l’ordre du régiment, du 20 août 1944 : « Chef de section d’un sang-froid exceptionnel. Au cours de l’attaque du 12 août dans la forêt d’Ecouves, voyant son char de tête en difficulté, n’a pas hésité à engager lui-même le combat faisant preuve d’un magnifique mépris du danger et obligeant ainsi l’ennemi à battre en retraite. »
- Citation à l’ordre du corps d’armée, du 14 novembre 1944 : « Chef de section qui s’est déjà distingué dans les combats du 12 août 1944 en forêt d’Ecouves. Toujours en tête aux endroits les plus dangereux, a magnifiquement entrainé derrière lui son unité qui a détruit plusieurs anti-chars et un canon Flack. »
- Citation à l’ordre du corps d’armée, du 12 janvier 1945 : « Chef de section de chars qui a donné une nouvelle preuve de ses qualités de commandement et de courage au feu, le 19 novembre 1944. N’a pas hésité à franchir à bord de son char de commandement le pont du village de Bertrambois qu’il savait miné, a surpris l’ennemi par cette action grâce à laquelle le pont resta intact. Le village put être rapidement pris tandis que 150 prisonniers et un matériel important tombaient entre nos mains. »
- Le décret du 22 mai 1945 qui le nomme chevalier dans l’ordre de la Légion d’honneur est ainsi rédigé : « de la Bourdonnaye, lieutenant du 501e RCC : chef de section d’un grand sang-froid, qui au cours de toutes les opérations auxquelles il a pris part, a fait l’admiration de tous. En forêt d’Ecouves, à Paris, à Migneville, à Bertrambois, a constamment fait preuve de capacité de commandement. Le 28 janvier 1945 dans l’attaque de Grüssenheim, a été mortellement blessé par un éclat d’obus, alors qu’il entraînait sa section vers un objectif d’importance capitale. »

### Hommages
En 1977, une promotion d’EOR de l’Arme blindée de cavalerie a choisi de porter le nom de Promotion Geoffroy de la Bourdonnaye.